# KH-9 Hexagon

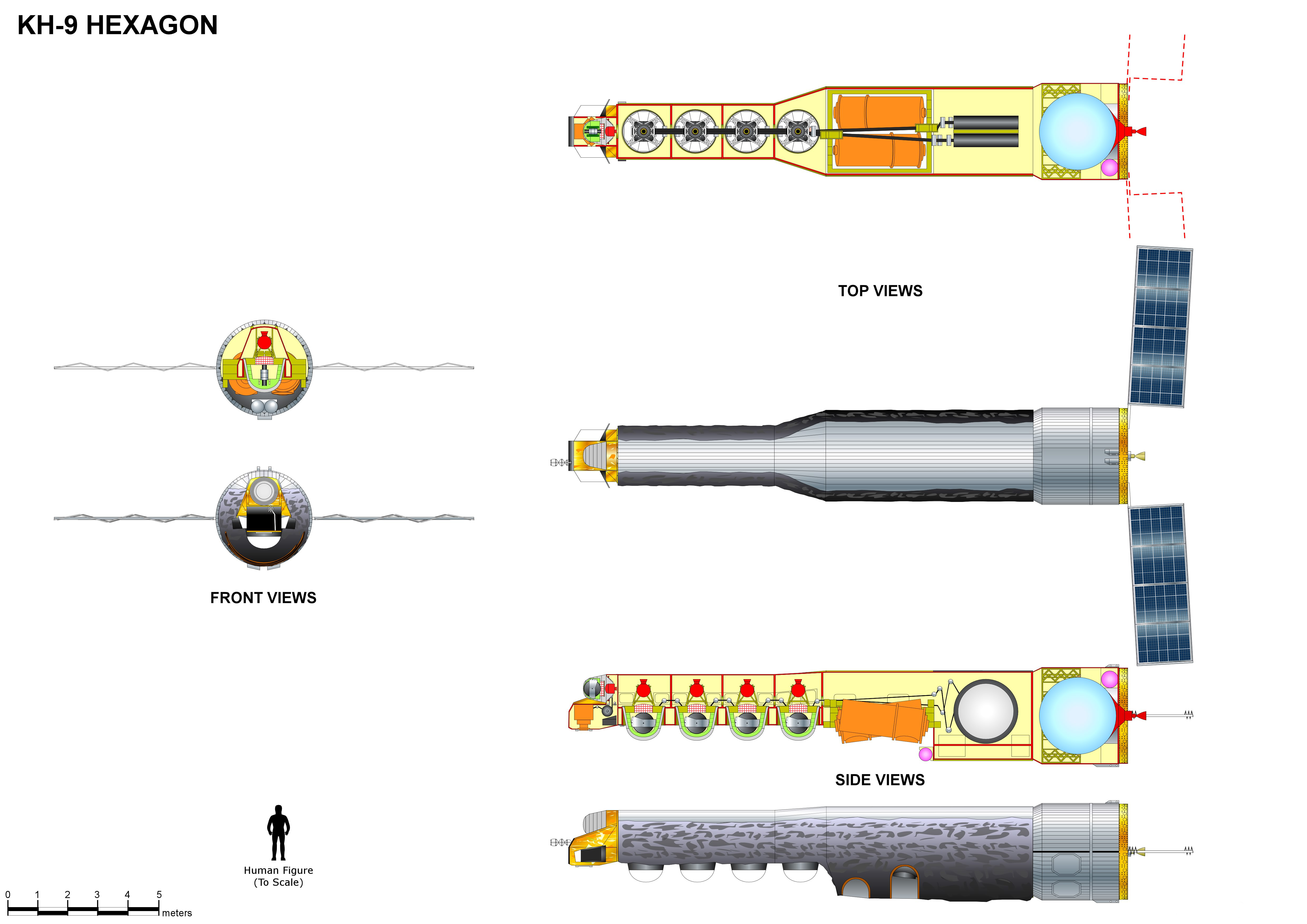
Características principales del KH-9.

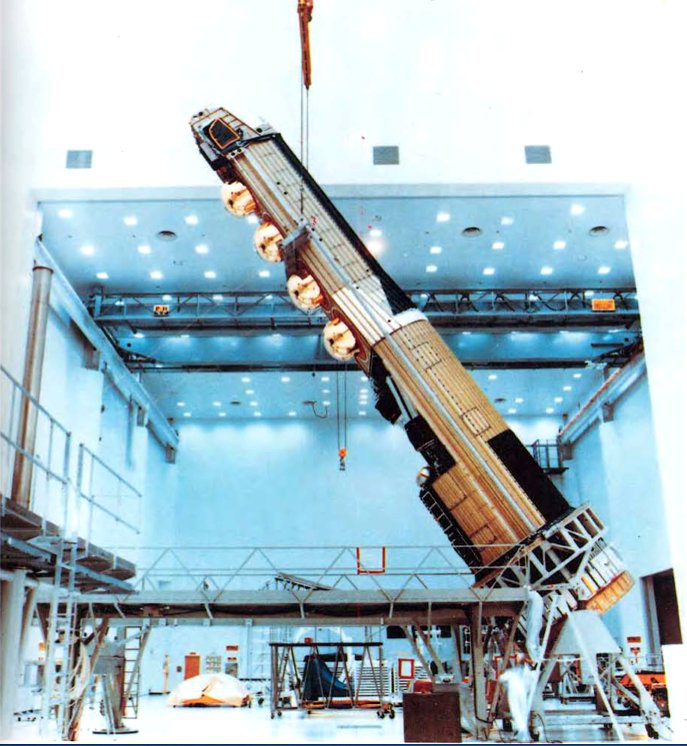
Ensamblaje de un KH-9 por Lockheed.

KH-9 (nombre en código de BYEMAN HEXÁGONO), comúnmente conocido como Big Bird o KeyHole-9, fue una serie de satélites de reconocimiento fotográfico lanzado por los Estados Unidos entre 1971 y 1986. De veinte lanzamientos de la Oficina Nacional de Reconocimiento, excepto uno que acabó fracasando, todos fueron exitosos. Las películas fotográficas a bordo del KH-9 eran enviados de vuelta a la Tierra en cápsulas de regreso recuperables para procesamiento e interpretación. La mejor resolución en tierra conseguida por los cámaras principales era de al menos 0.6 metros.
Son también oficialmente conocidos como satélites de Reconocimiento Fotográfico de Amplia Cobertura (Código 467), construido por la Lockheed Corporation para la Oficina Nacional de Reconocimiento.
Los satélites fueron un factor importante para poder determinar las capacidades militares soviéticas y para la adquisición precisa por parte de inteligencia para la formulación de políticas nacionales de EE. UU. así como para el despliegue de sus fuerzas y sistemas de armamento. Los satélites eran medios técnicos instrumentales nacionales de verificación de EE. UU. del SALT y del Tratado Antimisiles Balísticos.
El KH-9 fue desclasificado en septiembre de 2011 y un ejemplo se exhibió públicamente durante el día 17 de septiembre de 2011 en el estacionamiento del Centro Steven F. Udvar-Hazy del Museo Nacional del Aire y el Espacio de Estados Unidos.
El 26 de enero de 2012 el Museo Nacional de la Fuerza Aérea de Estados Unidos puso un KH-9 en exhibición pública, junto con sus predecesores los KH-7 y KH-8.

## Desarrollo

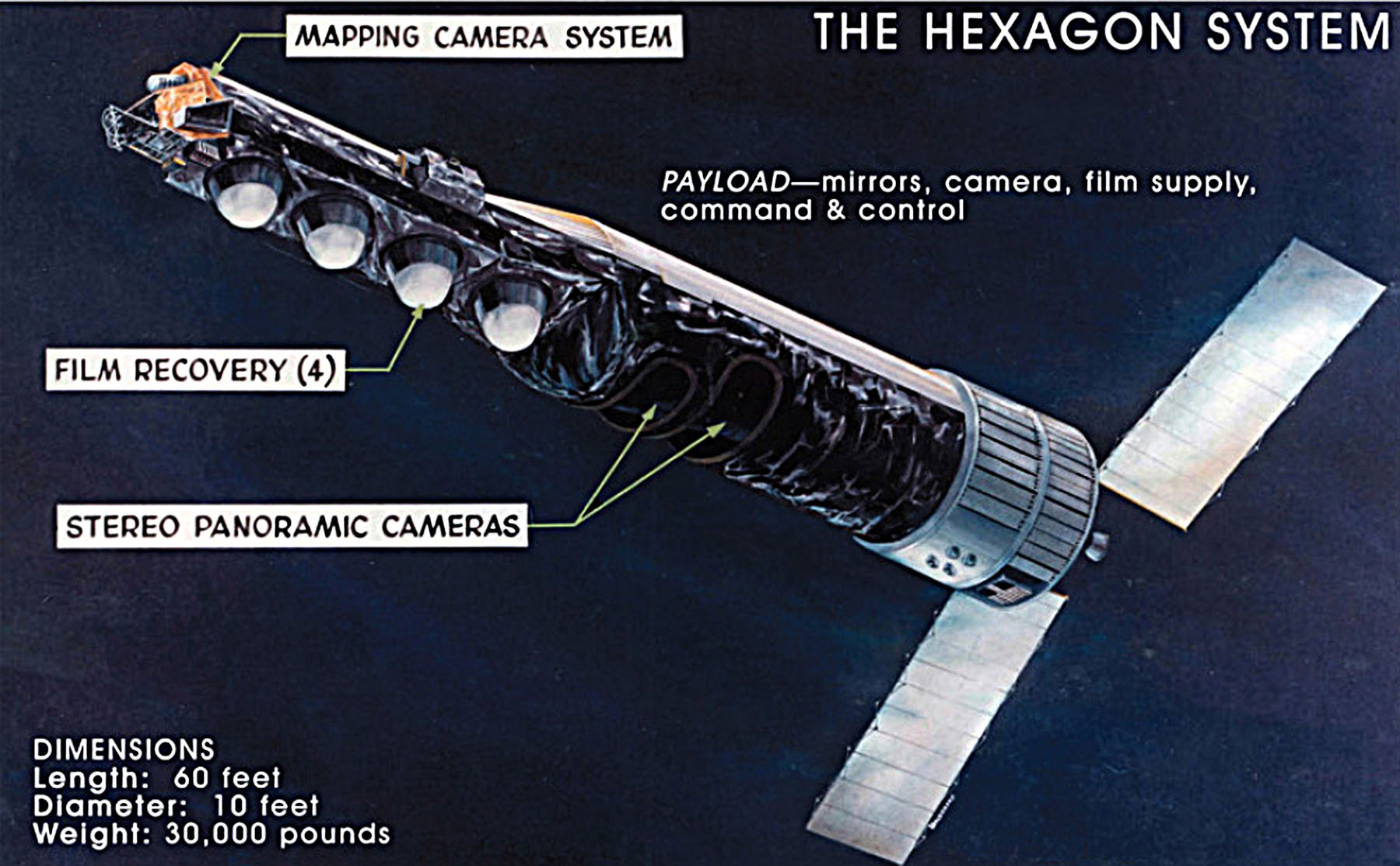
Un Perfil y dimensiones del KH-9.

El KH-9 fue originalmente concebido a principios de la década de 1960 como un sucesor para los satélites de búsqueda Corona. El objetivo era para buscar áreas grandes de la tierra con un cámara de resolución media. El KH-9 cargaba dos cámaras principales, a pesar de que un cámara de mapeo fue también cargada en varias misiones. La película fotográfica de las cámaras era enviada en vehículos de reentrada recuperables que regresaban a la Tierra, donde las cápsulas eran cogidas en el aire por una aeronave. Cuatro vehículos de reentrada fueron llevados en la mayoría de las misiones, con un quinto añadido para misiones que incluía un cámara de mapeo.
Entre septiembre de 1966 y julio de 1967, se seleccionaron los contratistas de los subsistemas del Hexagon. LMSC se adjudicó el contrato para el Ensamblaje Básico de Satélite (SBA), Perkin Elmer para el Subsistema de Sensores Primario (SS), McDonnell para el Vehículo de Reentrada (RV), la División Astroelectrónica de RCA para el sistema de Recogida de Película e Itek para la cámara Stellar Index (SI). La integración y las pruebas en tierra del Vehículo Satélite-1 (SV-1) se completaron en mayo de 1971, y posteriormente se envió a la Base de la Fuerza Aérea Vandenberg en un contenedor de 70 pies (21,3 m). Finalmente, se desarrollaron cuatro generaciones ("bloques") de satélites de reconocimiento KH-9 Hexagon. KH9-7 (1207) fue el primero en volar una cámara panorámica Block-II y SBA. El Block III (vehículos 13 a 18) incluyó actualizaciones de la distribución eléctrica y las baterías. Dos tanques adicionales con control de vacío para el Sistema de Ajuste de Órbita (OAS) y nuevos propulsores para el Sistema de Control de Reacción (RCS) sirvieron para aumentar la vida operativa del KH-9. Además, se incrementó el suministro de nitrógeno para el sistema de transporte de película y el recipiente de la cámara. El Block-IV estaba equipado con un sistema de comando extendido que usaba memoria de alambre plateado . A mediados de la década de 1970, más de 1000 personas en el área de Danbury, Connecticut trabajaron en el proyecto secreto.
Un vehículo de reingreso proveniente del primer Hexagon se hundió a 16 000 pies (4900 m) bajo el océano Pacífico por una falla de su paracaídas. El USS Trieste II recuperó su carga en abril de 1972 después de una larga búsqueda, pero la película se había desintegrado durante los nueve meses bajo el agua, arruinando todo el material.
Durante la duración del programa, la vida útil de los satélites individuales se incrementaron fuertemente. El KH-9 final operó unos 275 días. Versiones diferentes del satélite variaron en masa; la mayoría pesó 25,100 o 29,300 libras (11,400 o 13,300 kg).

## Sección de Control del Satélite
La Sección de Control de Satélites (SCS), que forma la parte de popa de la SBA, comenzó como Air Force Project 467. El SCS estaba destinado a ser un reemplazo más capaz de la propulsión en órbita, que había sido proporcionada por la etapa superior Agena para generaciones anteriores de satélites de reconocimiento. El SCS presentaba un diámetro aumentado de 10 pies (3 m) -en comparación con los 5 pies (1,5 m)  del Agena- y una longitud de 6 pies (1,8 m). Incorporaba un sistema de propulsión secundario heredado del Agena. SCS fue equipado con paneles solares desplegables y una antena parabólica desplegable para comunicaciones de alta velocidad de datos.

## Cámara principal

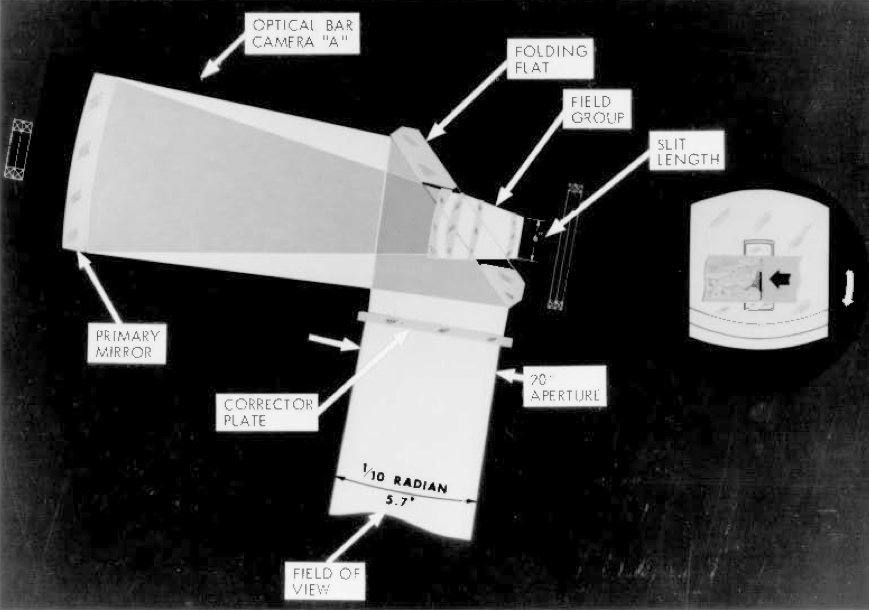
Diagrama de la cámara principal.

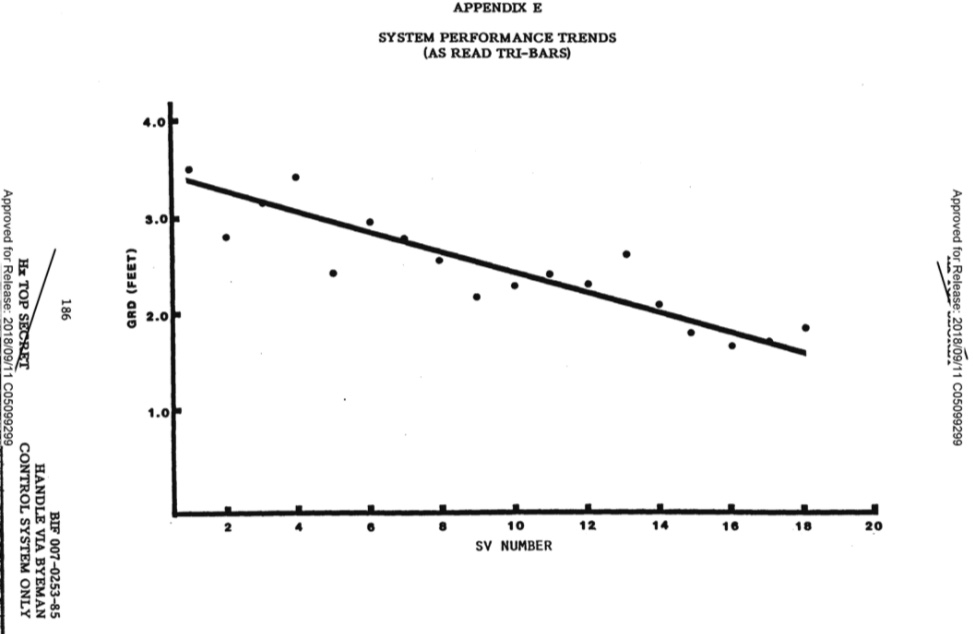
Resoluciones de fotografías terrestres obtenidas por las cámaras principales de los vehículos 1 al 18.

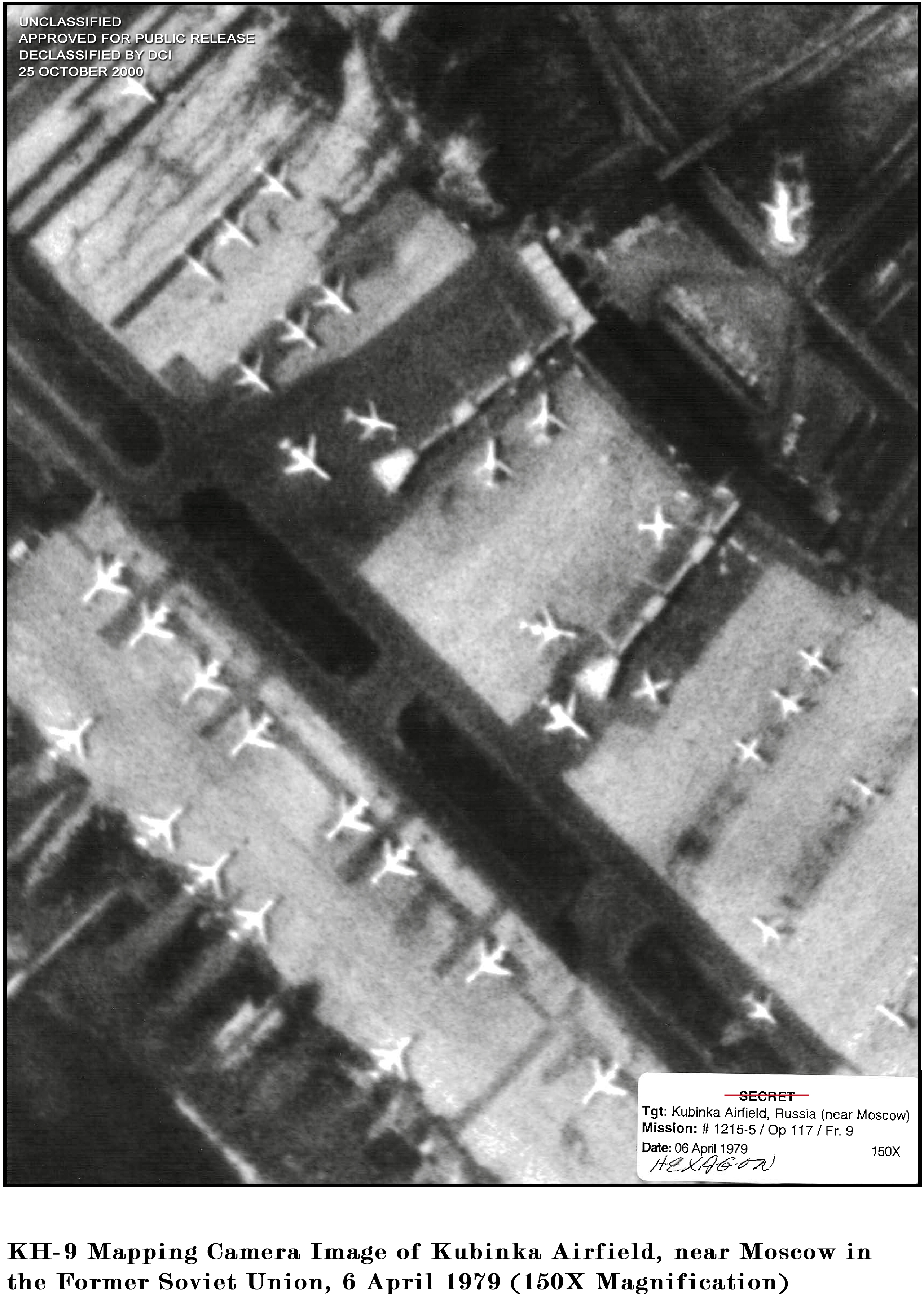
Imagen de un aeródromo ruso tomada por un KH-9.

El sistema de cámara principal fue diseñado por Perkin-Elmer para tomar imágenes estéreo, con una cámara orientada hacia adelante en el lado de babor y una cámara orientada hacia atrás en el lado de estribor. Las imágenes se tomaron a altitudes que oscilaban entre 90-200 millas (475 198,8-1 055 997,4 pies) (144,8-321,9 km). El diseño óptico de la cámara es una cámara Wright plegada f / 3.0, con una distancia focal de 60 pulgadas (1,5 m). La apertura del sistema está definida por un 20 pulgadas (0,5 m)     placa correctora asférica de diámetro, que corrige la aberración esférica del diseño de Wright. En cada una de las cámaras, la imagen del suelo pasa a través de la placa correctora a un espejo plano con un ángulo de 45 grados, que refleja la luz a un 0,91 metros (35,8 plg)   espejo principal cóncavo . El espejo principal dirige la luz a través de una abertura en el espejo plano y a través de un sistema de lentes de cuatro elementos hacia la platina de película. Las cámaras podían escanear áreas contiguas de hasta 120 grados de ancho y lograban una resolución de suelo mejor que 2 pies (0,6 m)     durante la última fase del proyecto.

## Fotografía de mapeo
Las misiones 1205 a 1216 llevaban una "cámara de mapeo" (también conocida como "cámara de fotograma") que usaba una película de 9 pulgadas y tenía una resolución moderadamente baja de inicialmente de 9 metros,  que mejoró a 6 metros en misiones posteriores (un poco mejores que LANDSAT).  Destinada a la elaboración de mapas, las fotografías que tomó esta cámara cubrieron esencialmente toda la Tierra con imágenes entre 1973 y 1980.  Casi todas las imágenes de este proyecto (que ascienden a 29.000 imágenes cada una cubriendo 3.400 km²) fueron desclasificadas entre 1995 y 2002 por iniciativa del entonces Vicepresidente Al Gore, con la intención que las fotografías ayudarían al estudio del cambio climático.
El análisis científico de las imágenes de satélite KH-9 desclasificadas continúa revelando tendencias y cambios históricos en el clima y la geología terrestre. Un estudio de 2019 sobre el derretimiento de los glaciares en el Himalaya durante el último medio siglo utilizó datos recopilados por los satélites KH-9 durante las décadas de 1970 y 1980 para demostrar que las tasas de derretimiento se habían duplicado desde 1975.

## Densidad atmosférica a gran altitud
Entre las misiones 1205 a 1207, cargó radar Doppler para ayudar mapear la densidad atmosférica en altitudes altas en un esfuerzo para entender el efecto encima predicciones de efeméride. Las medidas de la densidad atmosférica estuvieron liberadas a través de NASA.

## Subsatélites ELINT
Las misiones 1203, 1207, 1208, 1209, y 1212 a 1219 incluyeron subsatélites ELINT llamados Ferret, cuya misión era catalogar los radares de defensa aérea soviéticos, comunicaciones de voz y telemetría de satélites y misiles. Misiones 1210 a 1212 también incluidos subsatélites científicos.

## Misiones del KH-9
| Nombre | Bloque | N.º de misión | Fecha de lanzamiento | NSSDC IDNORAD # | Otro nombre          | Vehículo lanzador | Órbita                       | Fecha de decadencia |
| ------ | ------ | ------------- | -------------------- | --------------- | -------------------- | ----------------- | ---------------------------- | ------------------- |
| KH9-1  | I      | 1201          | 15 de junio de 1971  | 1971-056Un05297 | OPS 7809             | Titan IIID        | 184.0 km × 300.0 km, i=96.4° | 1971 Aug 06         |
| KH9-2  | I      | 1202          | 1972 Jan 20          | 1972-002Un05769 | OPS 1737             | Titan IIID        | 157.0 km × 331.0 km, i=97.0° | 1972 Feb 29         |
| KH9-3  | I      | 1203          | 1972 Jul 7           | 1972-052Un06094 | OPS 7293             | Titan IIID        | 174.0 km × 251.0 km, i=96.9° | 1972 Sep 13         |
| KH9-4  | I      | 1204          | 1972 Oct 10          | 1972-079Un06227 | OPS 8314             | Titan IIID        | 160.0 km × 281.0 km, i=96.5° | 1973 Jan 08         |
| KH9-5  | I      | 1205          | 1973 Mar 9           | 1973-014Un06382 | OPS 8410             | Titan IIID        | 152.0 km × 270.0 km, i=95.7° | 19 de mayo de 1973  |
| KH9-6  | I      | 1206          | 1973 Jul 13          | 1973-046Un06727 | OPS 8261             | Titan IIID        | 156.0 km × 269.0 km, i=96.2° | 1973 Oct 12         |
| KH9-7  | II     | 1207          | 1973 Nov 10          | 1973-088Un06928 | OPS 6630             | Titan IIID        | 159.0 km × 275.0 km, i=96.9° | 1974 Mar 13         |
| KH9-8  | II     | 1208          | 1974 Apr 10          | 1974-020Un07242 | OPS 6245             | Titan IIID        | 153.0 km × 285.0 km, i=94.5° | 1974 Jul 28         |
| KH9-9  | II     | 1209          | 1974 Oct 29          | 1974-085Un07495 | OPS 7122             | Titan IIID        | 162.0 km × 271.0 km, i=96.7° | 1975 Mar 19         |
| KH9-10 | II     | 1210          | 1975 Jun 8           | 1975-051Un07918 | OPS 6381             | Titan IIID        | 157.0 km × 234.0 km, i=96.3° | 1975 Nov 05         |
| KH9-11 | II     | 1211          | 1975 Dec 4           | 1975-114Un08467 | OPS 4428             | Titan IIID        | 157.0 km × 234.0 km, i=96.7° | 1976 Apr 01         |
| KH9-12 | II     | 1212          | 1976 Jul 8           | 1976-065Un09006 | OPS 4699             | Titan IIID        | 159.0 km × 242.0 km, i=97.0° | 1976 Dec 13         |
| KH9-13 | III    | 1213          | 1977 Jun 27          | 1977-056Un10111 | OPS 4800             | Titan IIID        | 155.0 km × 239.0 km, i=97.0° | 1977 Dec 23         |
| KH9-14 | III    | 1214          | 1978 Mar 16          | 1978-029Un10733 | OPS 0460             | Titan IIID        | 172.0 km × 218.0 km, i=96.4° | 1978 Sep 11         |
| KH9-15 | III    | 1215          | 1979 Mar 16          | 1979-025Un11305 | OPS 3854             | Titan IIID        | 177.0 km × 256.0 km, i=96.3° | 1979 Sep 22         |
| KH9-16 | III    | 1216          | 1980 Jun 18          | 1980-052Un11850 | OPS 3123             | Titan IIID        | 169.0 km × 265.0 km, i=96.5° | 1981 Mar 06         |
| KH9-17 | III    | 1217          | 11 de mayo de 1982   | 1982-041Un13170 | OPS 5642             | Titan IIID        | 177.0 km × 262.0 km, i=96.4° | 1982 Dec 05         |
| KH9-18 | III    | 1218          | 1983 Jun 20          | 1983-060Un14137 | OPS 0721             | Titan 34D         | 163.0 km × 224.0 km, i=96.4° | 1984 Mar 21         |
| KH9-19 | IV     | 1219          | 1984 Jun 25          | 1984-065Un15063 | EE. UU. 2            | Titan 34D         | 170.0 km × 230.0 km, i=96.5° | 1984 Oct 18         |
| KH9-20 | IV     | 1220          | 1986 Apr 18          | 1986-F03        | El lanzamiento falló | Titan 34D         | —                            | —                   |

(NSSDC #ID Números: Ve COSPAR)

## Coste
El coste total del vuelo 20 del KH-9 desde 1966 hasta 1986 era de $3.262 mil millones de dólares por año respectivo (equivalentes a 14.66 mil millones en 2019, con un año de referencia mediano de 1976).

## Especificaciones
- Vehículo lanzador: Titan IIID/34D
- Peso total: 11 400 kg (25 100 lb), con cámara de mapeo 13 300 kg
- Peso de reingreso: 5330 kg
- Max. Diámetro (cuerpo principal): 3.05 m[72])
- Longitud (con cámara de mapeo): 16.21 m
- Órbita: elíptico, 100 millas por 150 millas
- Escáneres: televisivo, radio, y cámara de resolución alta

Fuente: The Encyclopedia of US Spacecraft.

## Galería

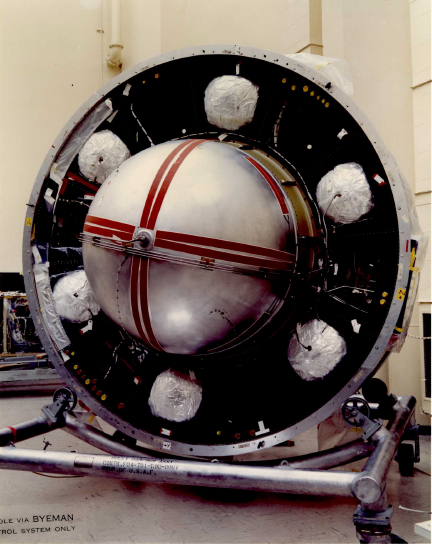
El sistema de control de reacción de un KH-9, exponiendo sus depósitos de propelentes.
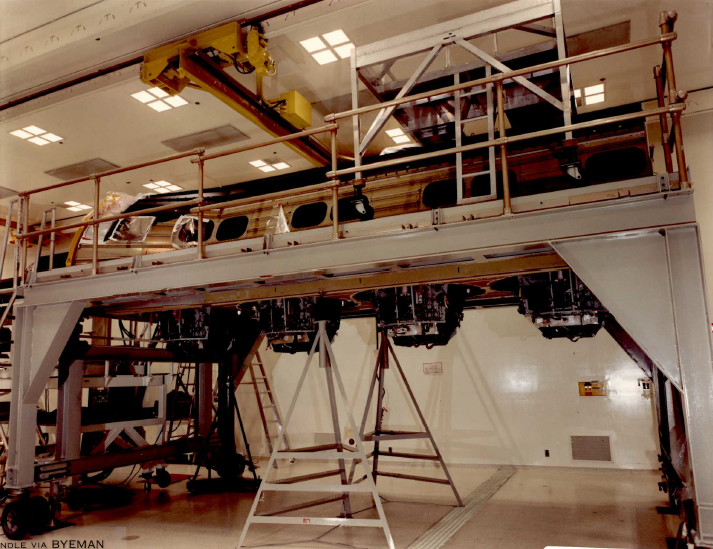
Un KH-9 en un andamio, siendo preparado para un despegue.
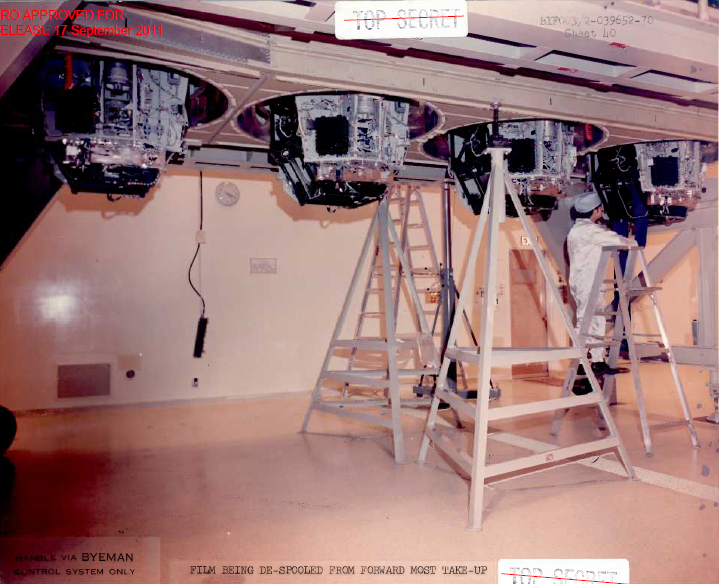
Un técnico despoja uno de los módulos de reingreso que contenía la película utilizada por las cámaras.
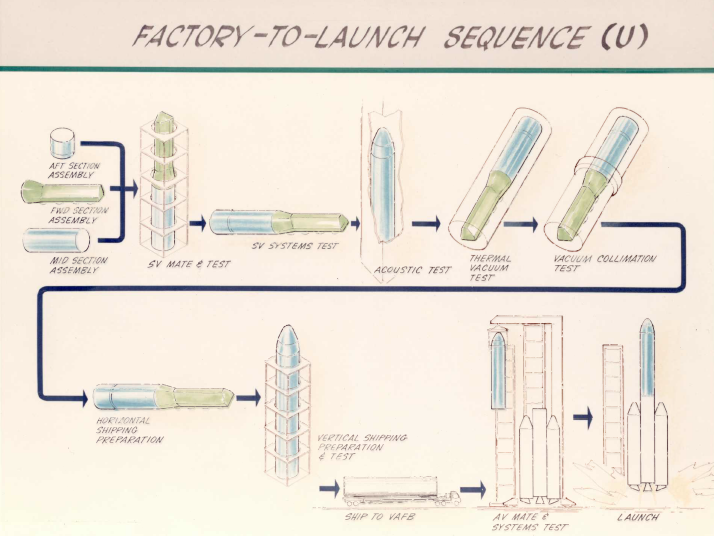
Un diagrama muestra el ensamblaje, prueba y lanzamiento de un KH-9.
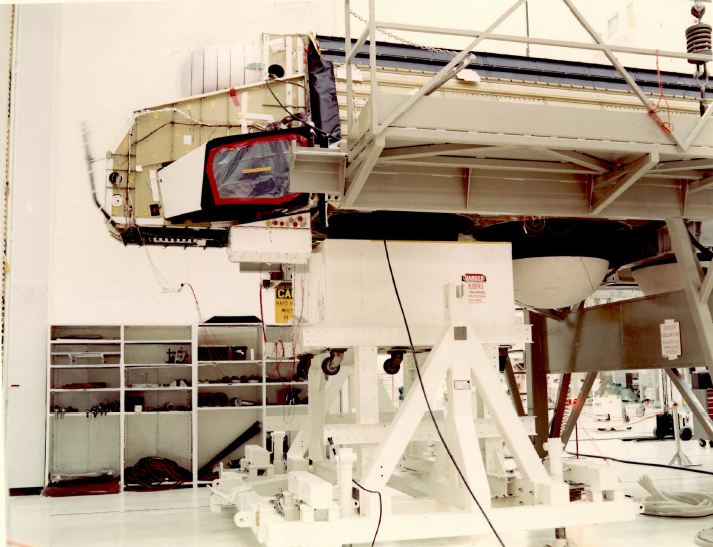
La sección posterior de un KH-9.
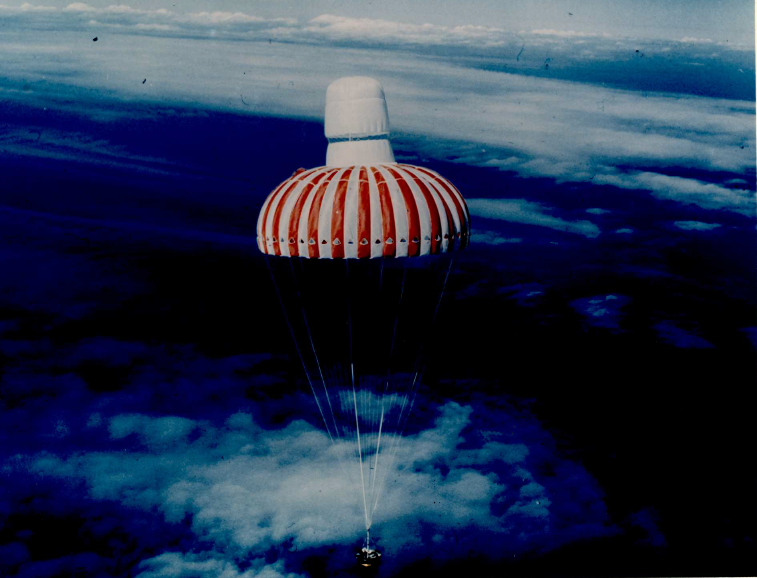
Un módulo de reentrada de un KH-9 desciende en su paracaídas, listo para ser recuperado.
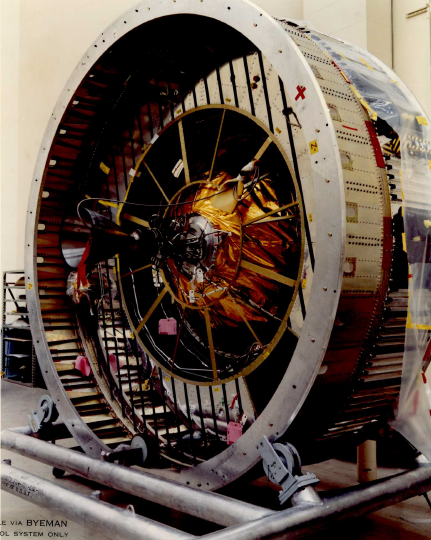
Otra vista de un sistema de control de reacción de un KH-9.
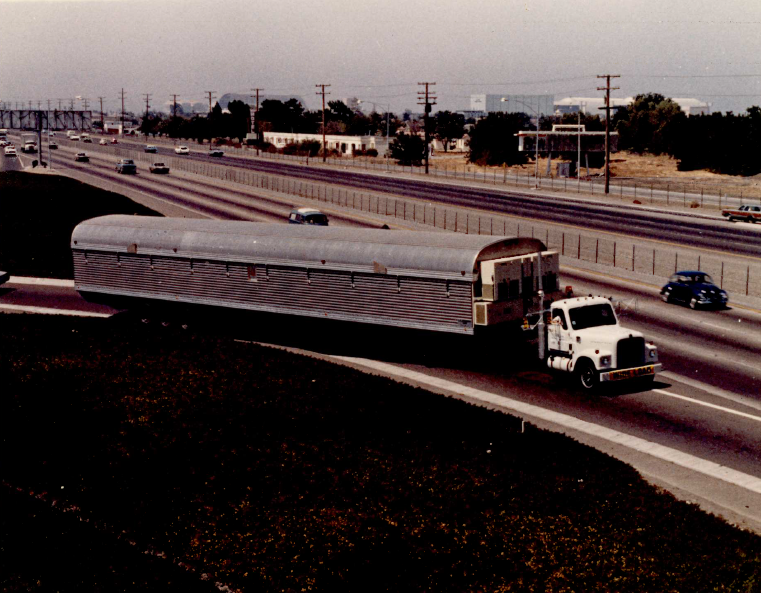
Transporte en camión de un ejemplar en un canasto espacial.
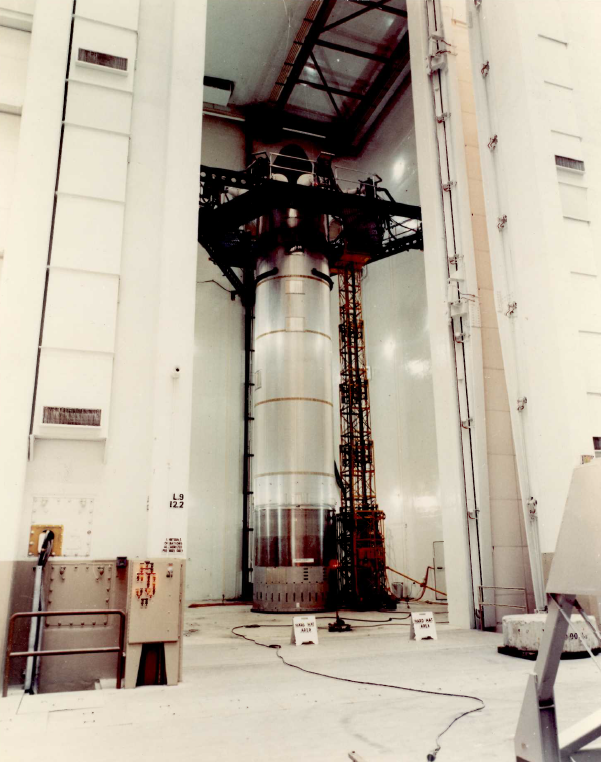
La estructura principal de un KH-9 durante un ensayo de vibración.
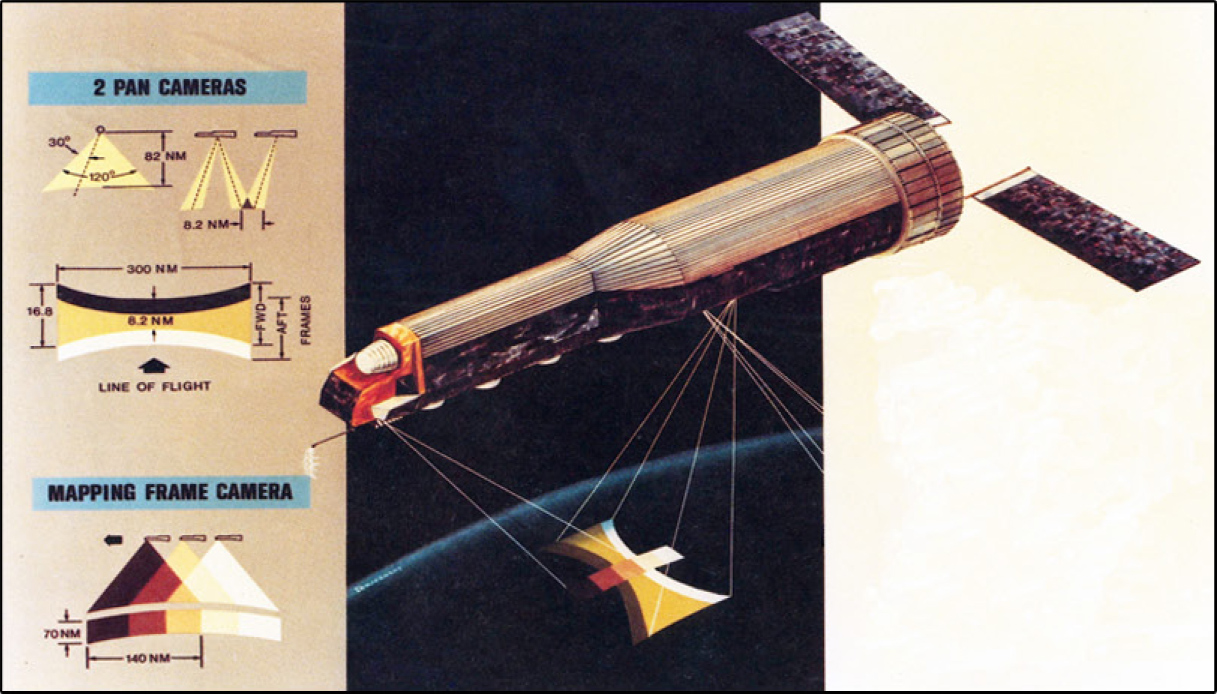
Representación artística del KH-9 en órbita con un diagrama de sus dos cámaras.
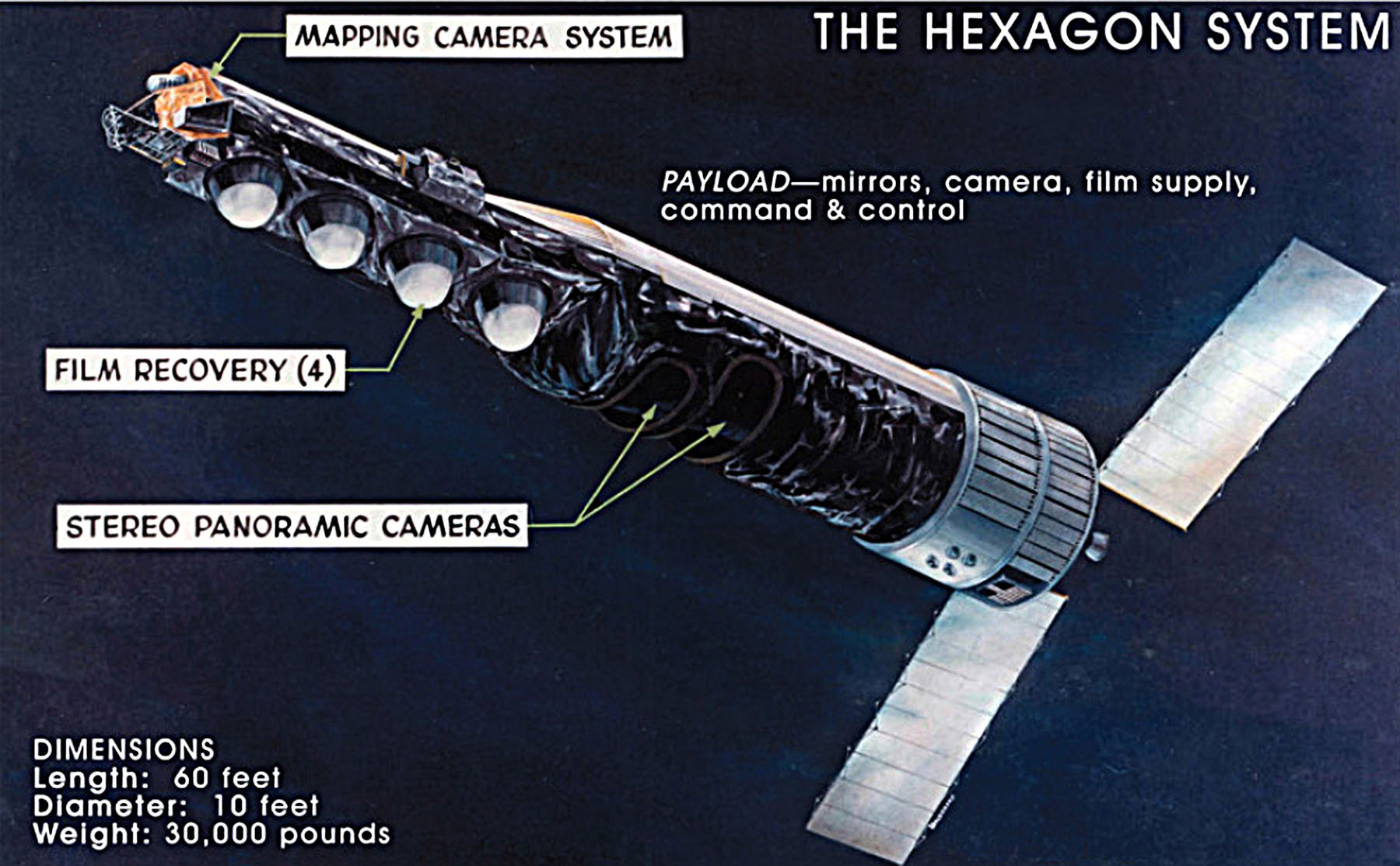
Especificaciones básicas y diagrama del KH-9.
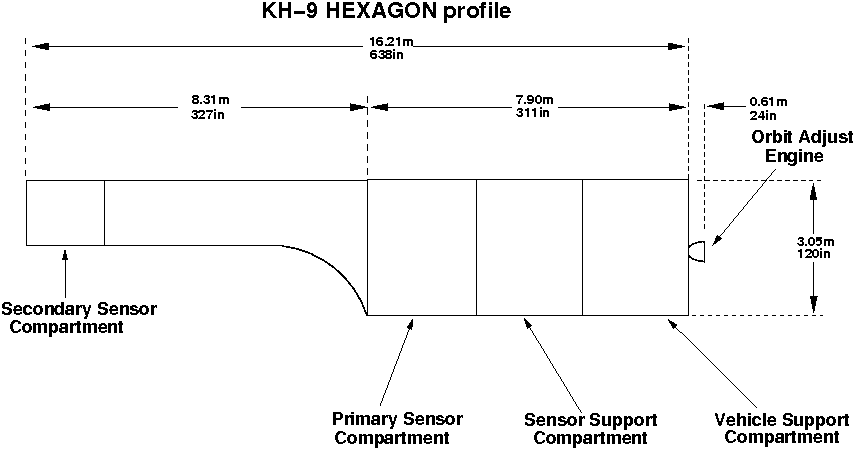
Diagrama (en inglés) con las secciones del KH-9 y sus dimensiones.
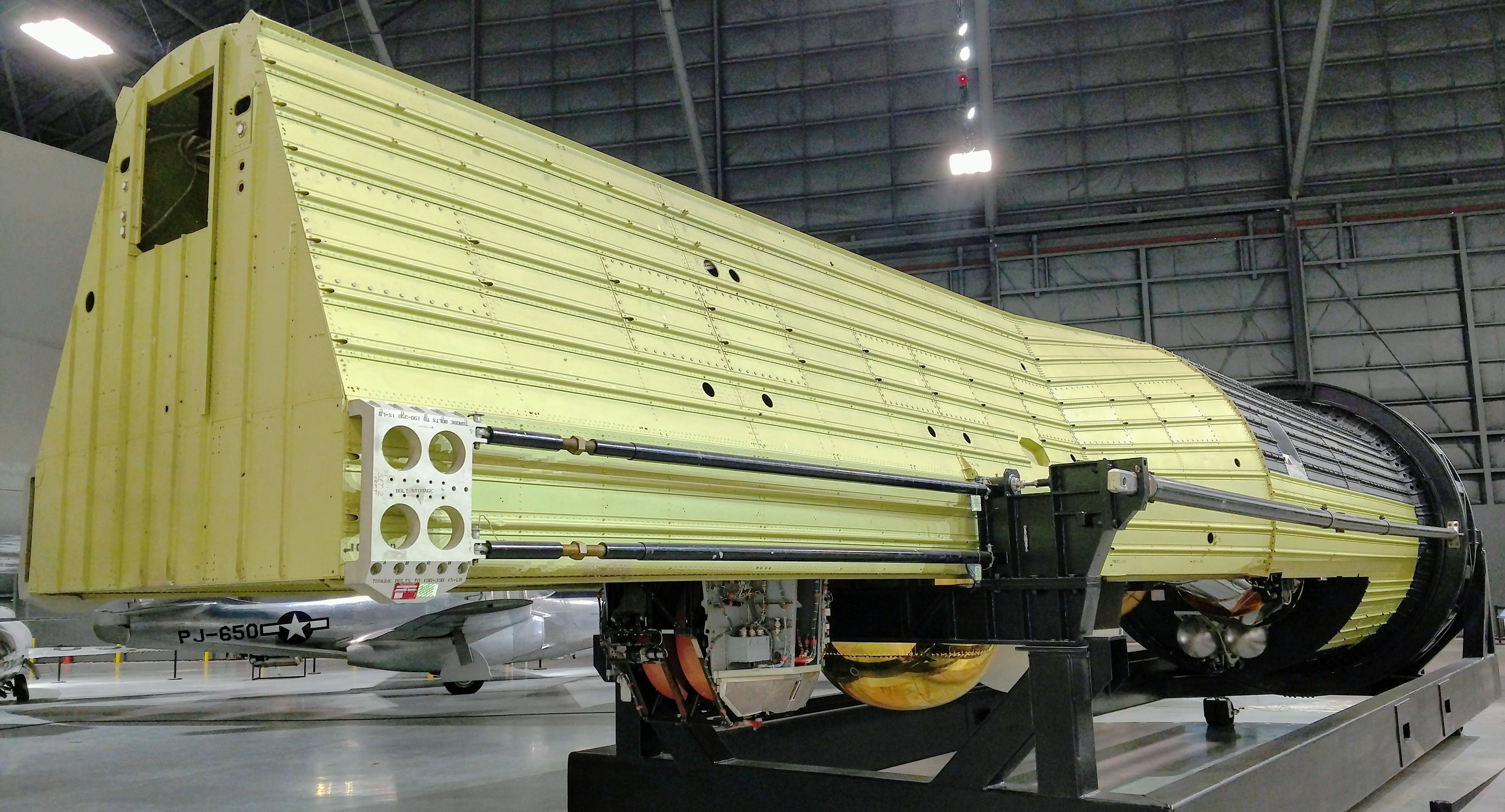
Un KH-9 en el Museo Nacional de la Fuerza Aérea de Estados Unidos (vista de frente).
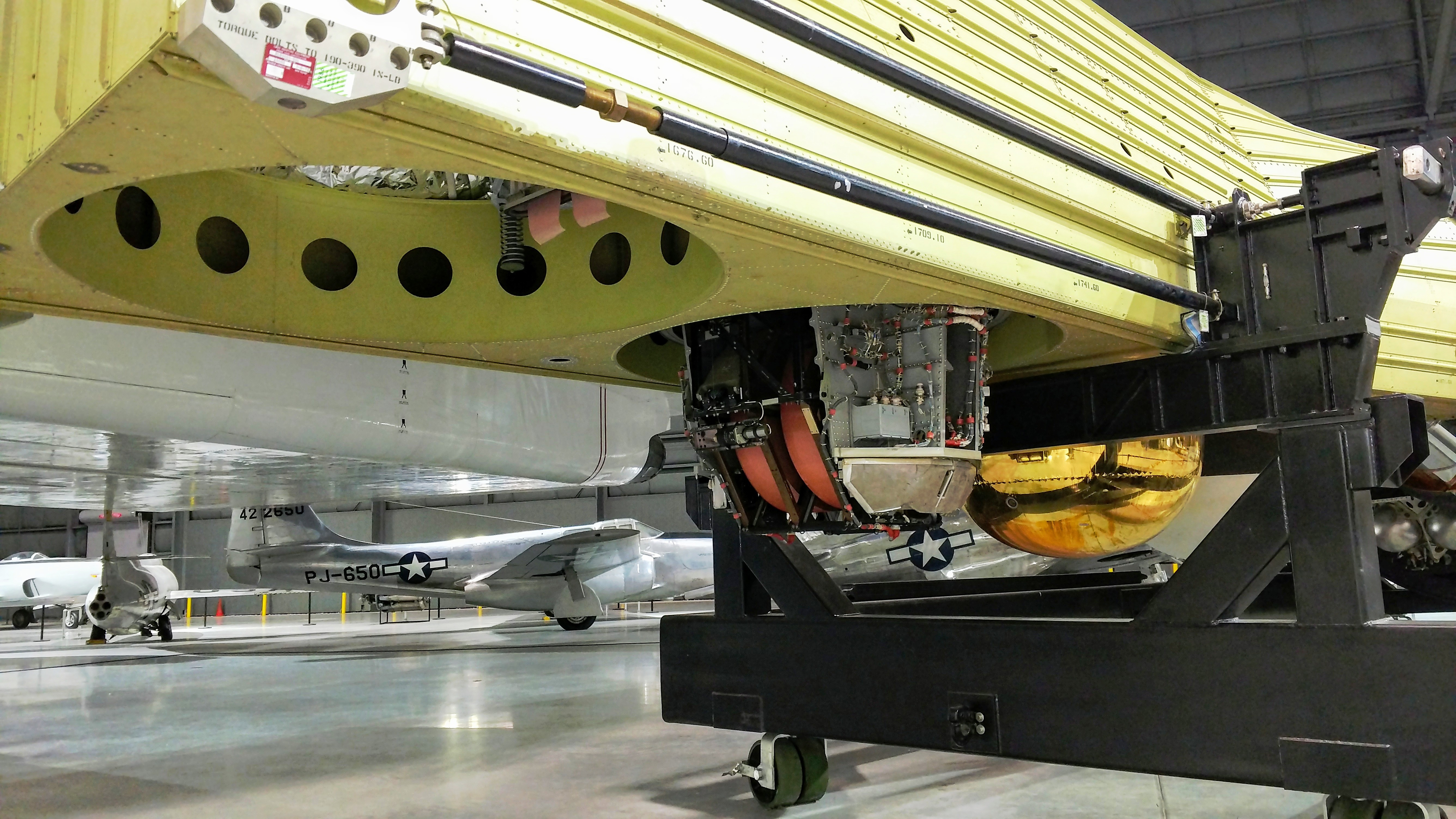
Un KH-9 en el Museo Nacional de la Fuerza Aérea de Estados Unidos (sección posterior).
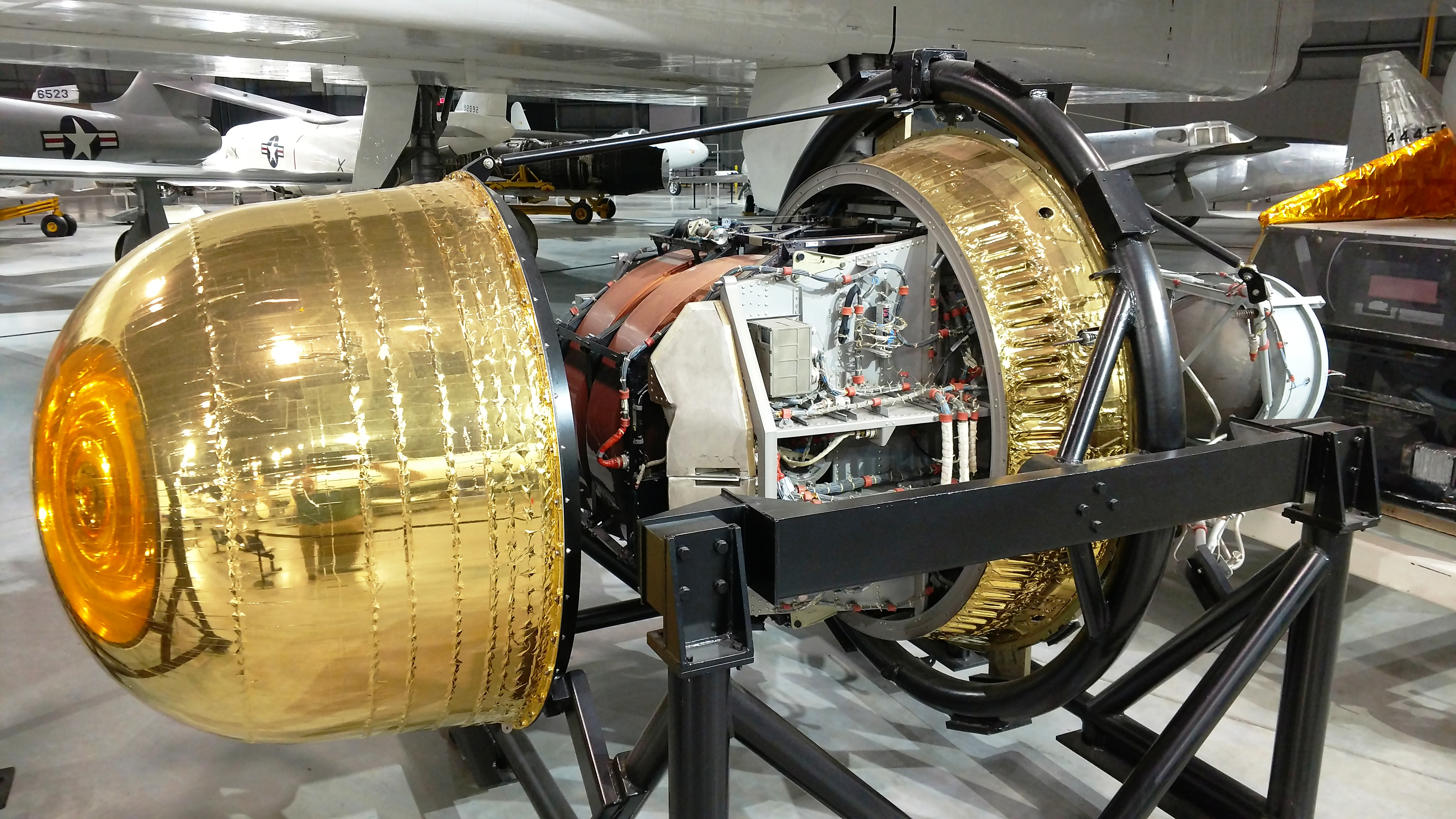
Un KH-9 en el Museo Nacional de la Fuerza Aérea de Estados Unidos (unidad de recuperación de la película).
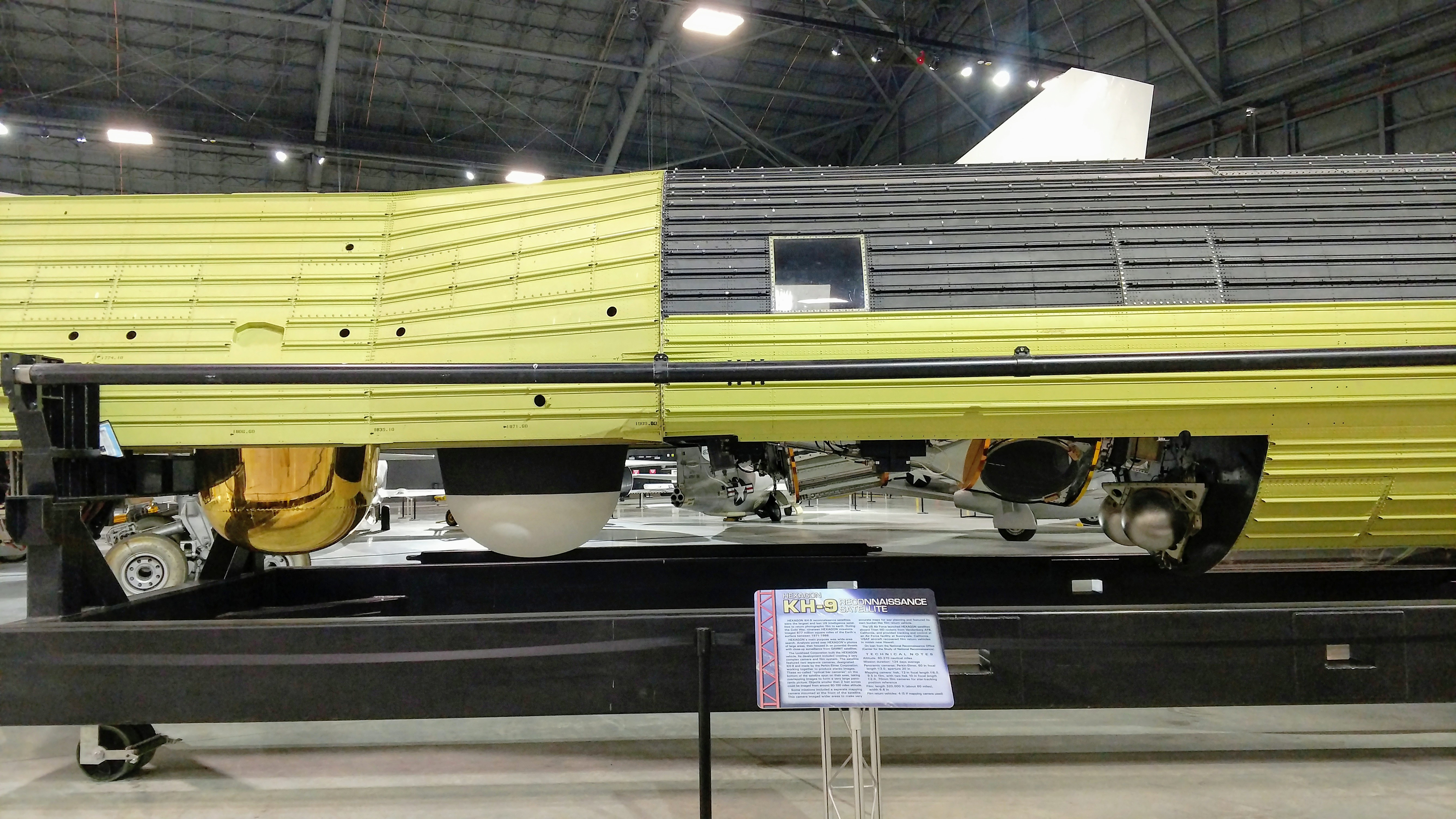
Un KH-9 en el Museo Nacional de la Fuerza Aérea de Estados Unidos (sección central).
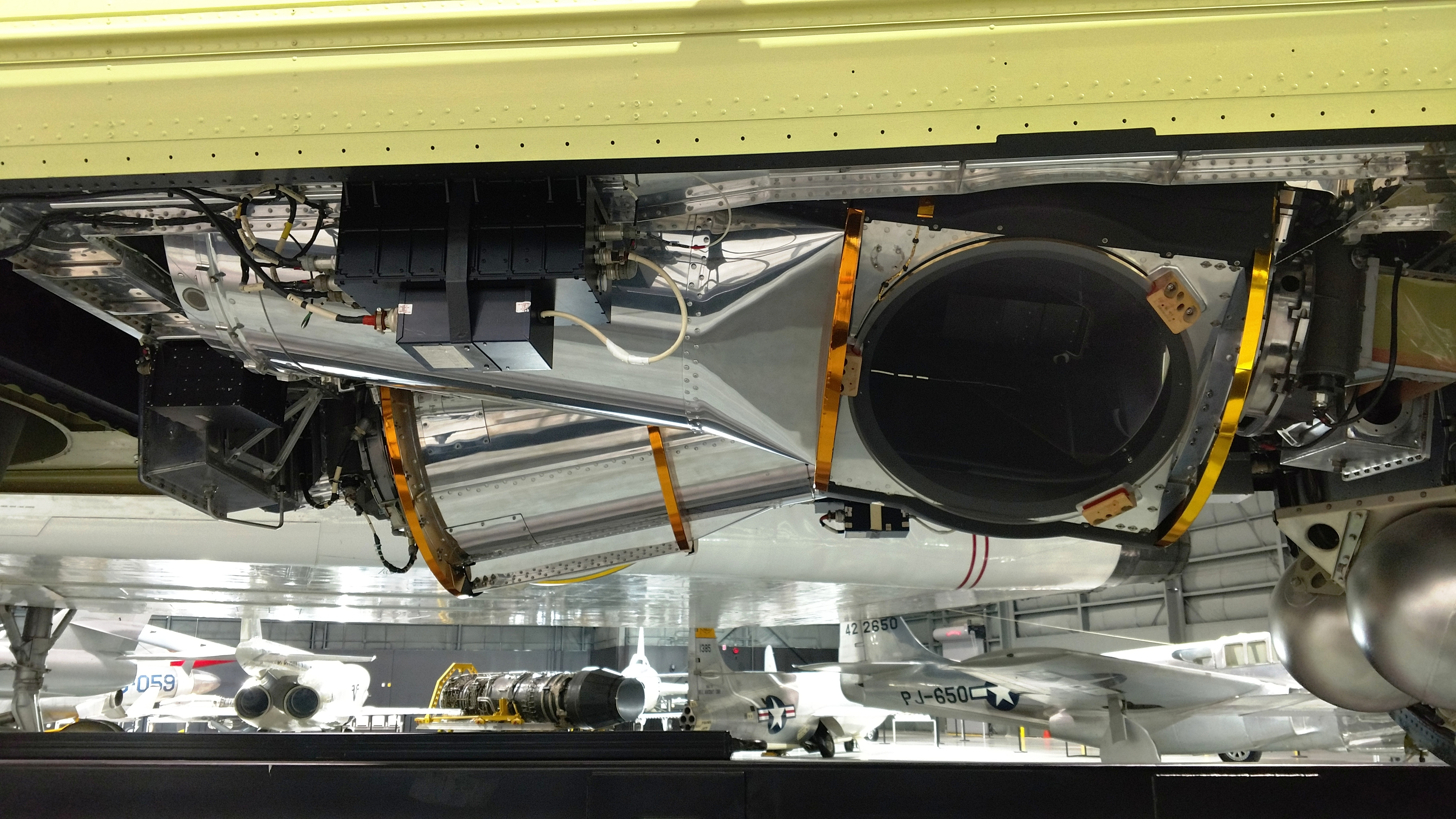
Un KH-9 en el Museo Nacional de la Fuerza Aérea de Estados Unidos (cámara lateral izquierda).
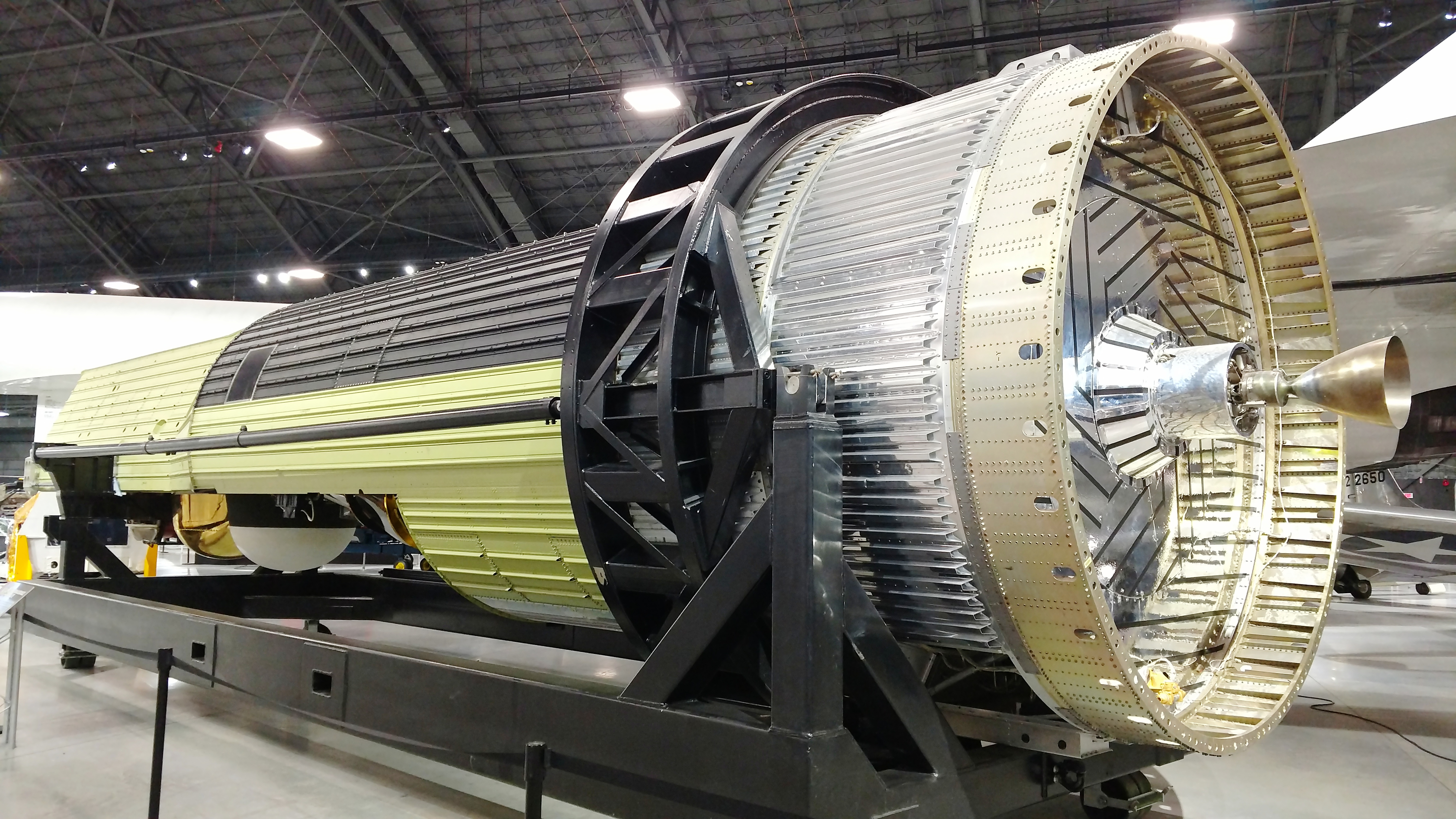
Un KH-9 en el Museo Nacional de la Fuerza Aérea de Estados Unidos (sección trasera sin los paneles solares).